# Domácí kino

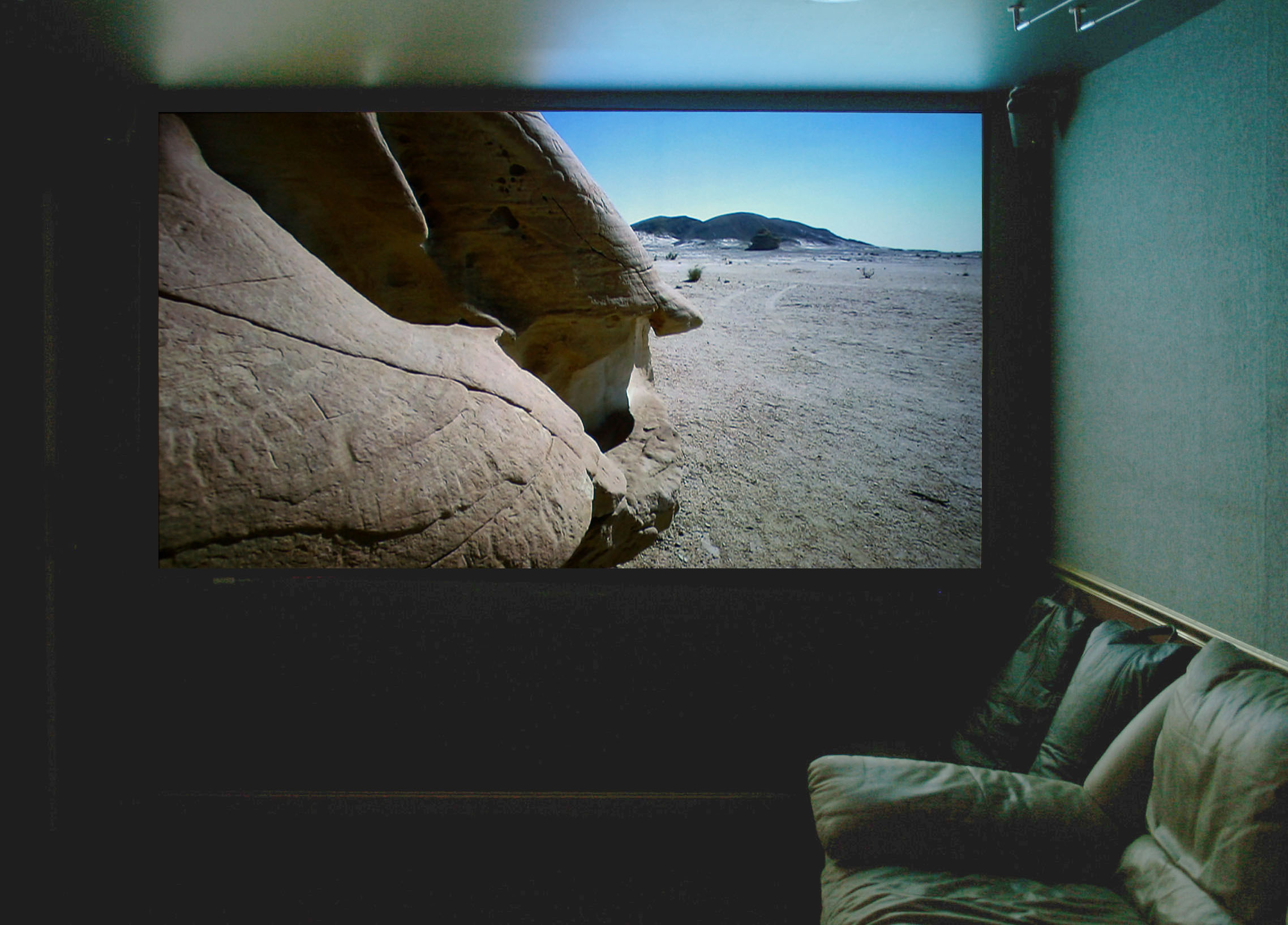
Projekční obrazovka domácího kina

Domácí kino je termín, který označuje komplexní systém k přehrávání videa ve filmové kvalitě a audia v  koncertní kvalitě doma. Obě složky jsou srovnatelné s kvalitou reprodukce v klasickém kině.
Obvykle sestává z kvalitního, například plazmového nebo jiného širokoúhlého televizního přijímače, DVD přehrávače (starší i VHS video přehrávače) a kvalitní sady reproduktorů, například v prostorovém zapojení Dolby Surround nebo Dolby Digital. Úlohu centrálního prvku stále častěji plní HTPC.